# Université du Sud-Est (Floride)
L'université du Sud-Est (anglais : Southeastern University) est une université chrétienne évangélique américaine privée située à Lakeland (Floride). Elle est affiliée aux Assemblées de Dieu.

## Histoire
L'école est fondée en 1935 à New Brockton en Alabama par les Assemblées de Dieu, sous le nom d'Alabama Shield of Faith Institute, un institut de théologie,. En 1952, elle déménage à Lakeland (Floride). En 1986, l'école reçoit l'accréditation de la Southern Association of Colleges and Schools (en). En 2005, elle prend son nom actuel, Southeastern University. Pour l'année 2018-2019, elle compte 8 755 étudiants.

## Affiliations
Elle est membre des Assemblées de Dieu et du Conseil pour les collèges et universités chrétiens.

## Campus

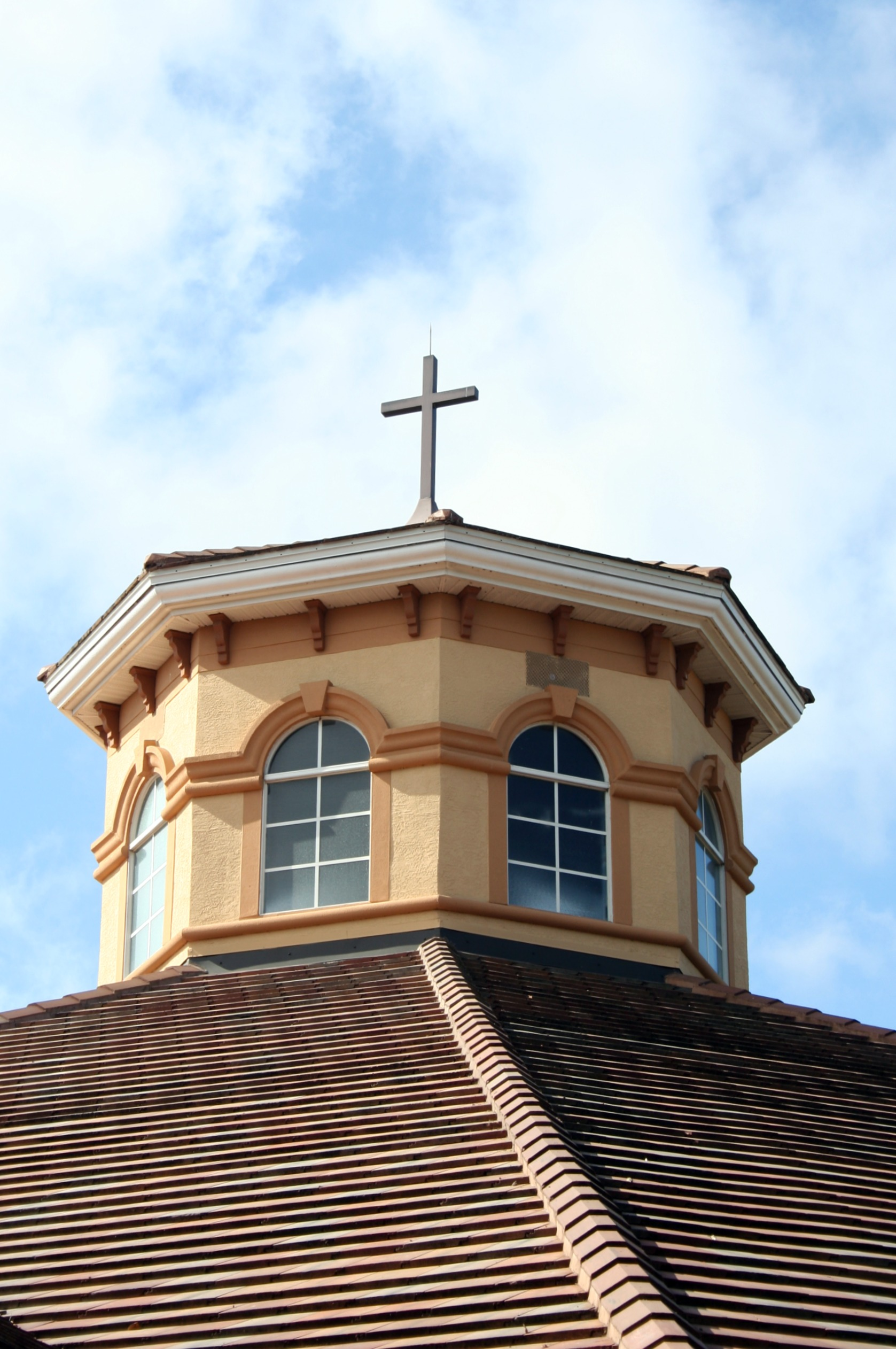
Chapelle
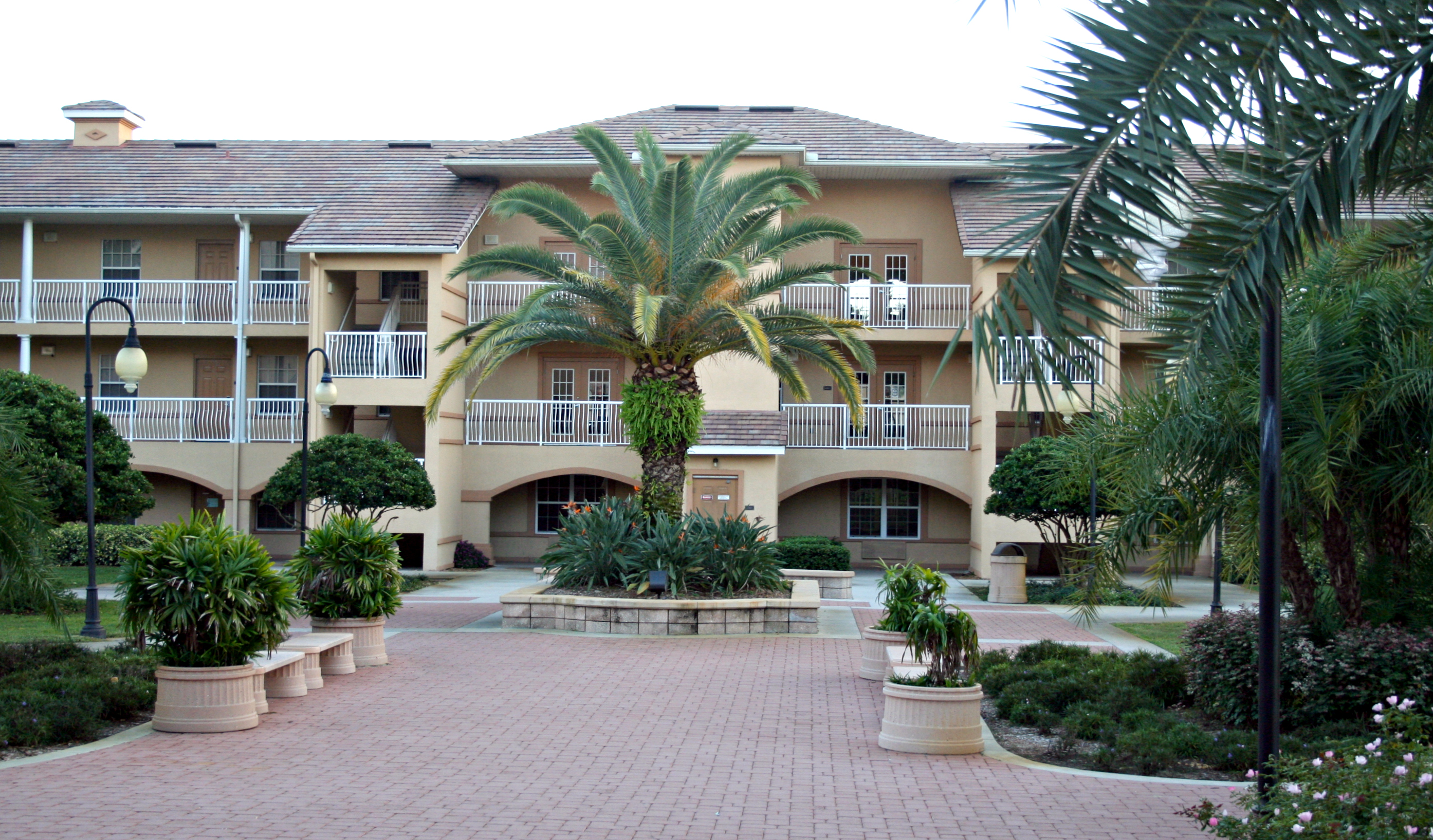
Résidences Bauer Hall
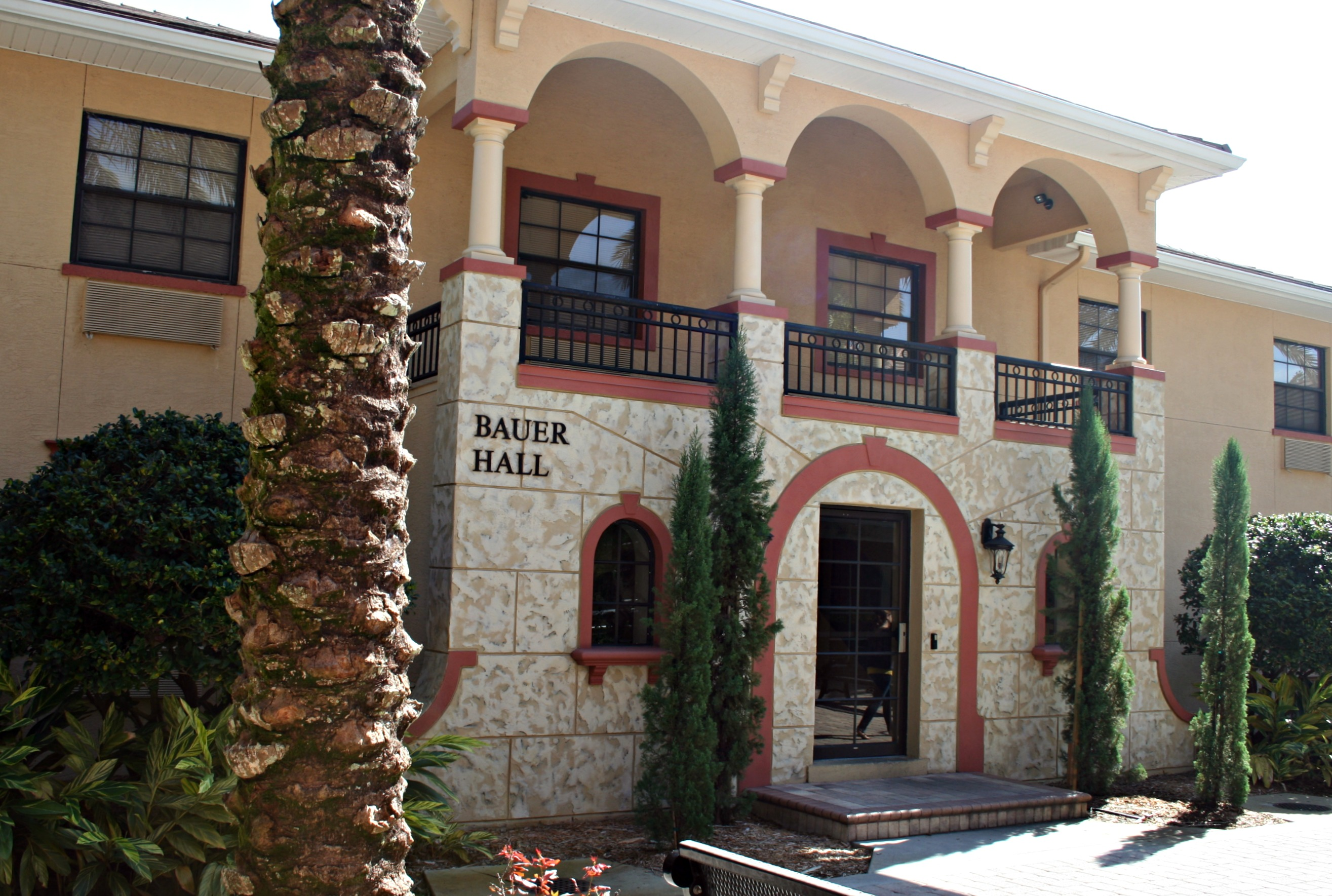
Résidences Aventura Hall